# Tommy Ingebrigtsen
Tommy Ingebrigtsen (* 8. August 1977 in Trondheim) ist ein ehemaliger norwegischer Skispringer.

## Herkunft und Familie
Tommy Ingebrigtsen ist der Sohn des Musikers Dag Ingebrigtsen. Er hat drei jüngere Geschwister.

## Werdegang
Im Dezember 1993 gab er in Predazzo sein Debüt im Skisprung-Weltcup, und schon bei seinem zweiten Springen am 17. Dezember in Courchevel konnte er mit einem achten Platz auf sich aufmerksam machen.
Im folgenden Winter errang er seine größten Erfolge. Am 1. März 1995 wurde er im schwedischen Gällivare erst Juniorenweltmeister und wurde ob dieses Erfolges auch in die norwegische Mannschaft bei der Nordischen Skiweltmeisterschaft 1995 im kanadischen Thunder Bay berufen. Dort gewann er überraschend und mit deutlichem Abstand die Goldmedaille auf der Großschanze und ist damit der einzige Skispringer, der beide Titel in einem Kalenderjahr gewinnen konnte. Auf der Normalschanze erreichte Ingebrigtsen in Thunder Bay den 16. Rang. Nach diesen Erfolgen wurde er in seinem Heimatland mit der Stiftung-Morgenbladet-Goldmedaille geehrt. Mit 17 Jahren und 222 Tagen hält der Norweger auch den Rekord als jüngster Weltmeister in seiner Sportart.
In den folgenden Jahren war Ingebrigtsen ein ausgesprochen unbeständiger Springer. Häufig gelang ihm in Wettkämpfen nur ein guter Sprung, im zweiten Durchgang musste er aber nicht selten schon auf dem Schanzenvorbau landen. Im Weltcup konnte er bis 1999 keine Podiumsplatzierung erreichen.
Erst im Winter 1998/99 ging es mit seiner Karriere wieder bergauf. Er erreichte häufiger die besten Zehn und gelegentlich sogar eine Podiumsplatzierung. Am 26. Februar 2000 errang er mit Platz zwei von der Großschanze in Iron Mountain seine beste Einzelplatzierung bei einem Weltcupspringen. In der Weltcupgesamtwertung erreichte er in den Wintern 1998/99 und 2000/01 jeweils den elften, 1999/2000 den dreizehnten Rang.
Danach ging es mit seiner Form wieder bergab, und zu Beginn des Winters 2002/03 wurde Ingebrigtsen sogar nur für den Continental Cup, also die Zweite Liga des Skispringens, aufgestellt. Nach dieser Auszeit fing er sich aber wieder und gewann bei der Weltmeisterschaft 2003 im Val di Fiemme die Silbermedaille auf der Normalschanze und eine Bronzemedaille mit der norwegischen Mannschaft; auf der Großschanze wurde er Vierter. In der Saison 2003/04 wurde er Fünfter des Nordic Tournament und konnte nochmal den elften Rang in der Weltcupgesamtwertung erreichen.
Im Weltcup erreichte Ingebrigtsen in seiner Karriere einen zweiten und vier dritte Plätze. Charakteristisch war sein unkonventioneller und von den Punktrichtern oft mit Abzügen geahndeter Sprungstil: Bei der Anfahrtshocke nahm er die Knie fast x-förmig zusammen, und im Flug nahm er zahlreiche Korrekturen mit den Armen und Händen vor, was seine Sprünge sehr unruhig erscheinen ließ. 2006 stellte er mit 136,0 m einen Schanzenrekord auf dem Holmenkollbakken auf. Nach der Saison 2006/07 beendete Ingebrigtsen seine Karriere.
Der Norweger ist neben seinem Landsmann Rune Velta und dem Slowenen Rok Benkovič einer von drei Weltmeistern seit Einführung des Skisprung-Weltcups, die dort nie einen Einzelwettbewerb gewinnen konnten.

## Erfolge

### Weltcup-Platzierungen
| Saison  | Platz | Punkte |
| ------- | ----- | ------ |
| 1993/94 | 49.   | 052    |
| 1995/96 | 57.   | 050    |
| 1996/97 | 48.   | 068    |
| 1997/98 | 48.   | 054    |
| 1998/99 | 11.   | 512    |
| 1999/00 | 13.   | 494    |
| 2000/01 | 11.   | 391    |
| 2001/02 | 43.   | 066    |
| 2002/03 | 35.   | 150    |
| 2003/04 | 11.   | 526    |
| 2004/05 | 25.   | 224    |
| 2005/06 | 23.   | 208    |

### Grand-Prix-Platzierungen
| Saison | Platz | Punkte |
| ------ | ----- | ------ |
| 1999   | 09.   | 098    |
| 2000   | 08.   | 226    |
| 2001   | 28.   | 066    |
| 2003   | 51.   | 005    |
| 2004   | 20.   | 096    |
| 2005   | 63.   | 007    |

### Grand-Prix-Siege im Team
| Nr. | Datum             | Ort      | Typ         |
| --- | ----------------- | -------- | ----------- |
| 01. | 5. September 2004 | Zakopane | Großschanze |

### Weltrekorde
| #   | Schanze                          | Ort     | Land      | Weite   | aufgestellt am | Rekord bis    |
| --- | -------------------------------- | ------- | --------- | ------- | -------------- | ------------- |
| 93  | Velikanka bratov Gorišek (K185)  | Planica | Slowenien | 219,5 m | 20. März 1999  | 16. März 2000 |
| 100 | Letalnica bratov Gorišek (HS215) | Planica | Slowenien | 231,0 m | 20. März 2005  | 20. März 2005 |

### Schanzenrekorde
| Schanze                | Ort         | Land     | Weite   | aufgestellt am   | Rekord bis       |
| ---------------------- | ----------- | -------- | ------- | ---------------- | ---------------- |
| Lysgårdsbakken (HS134) | Lillehammer | Norwegen | 138,5 m | 2. Dezember 2005 | 3. Dezember 2005 |